# Pauliine Koskelo
Pauliine Koskelo, född 22 juni 1956 i Salo, är en finländsk friherrinna och justitieråd. Hon är ledamot i högsta domstolen i Finland sedan 2000 och valdes till domstolens president i december 2005 och tillträdde 2006. Koskelo är gift med advokaten friherre Gerhard af Schultén.
Koskelo avlade juris kandidatexamen 1979 och blev vicehäradshövding 1985. Hon var notarie vid Helsingfors rådstuvurätt 1984–1985 och sekreterare på justitieministeriets lagberedningsavdelning 1980–1984. Mellan 1985 och 1995 var hon lagberedningsråd.
Koskelo arbetade sedan i Luxemburg vid Europeiska investeringsbankens (EIB) juridiska avdelning, först som direktör från 1995 och därefter som vice verkställande direktör 1998 och verkställande direktör 1999.
Finlands yrkeskvinnors förbund utnämnde Koskelo till Årets kvinna 2007. År 2009 förlänades hon storkorset av Finlands vita ros orden, och samma år promoverades hon till ekonomie hedersdoktor vid Svenska Handelshögskolan och 2010 till juris hedersdoktor vid Helsingfors universitet.